# Lourdios-Ichère
Lourdios-Ichère è un comune francese di 153 abitanti situato nel dipartimento dei Pirenei Atlantici nella regione della Nuova Aquitania.
Appartenente alla valle d'Aspe il comune è bagnato da alcuni affluenti della gave d'Aspe, tra i quali la gave de Laurdios ed il torrente Espalungue.

## Società

### Evoluzione demografica
Abitanti censiti

## Comuni limitrofi
- Issor a nord,
- Arette ad ovest,
- Osse-en-Aspe a sud,
- Sarrance ad est.

## Immagini di Lourdios-Ichère

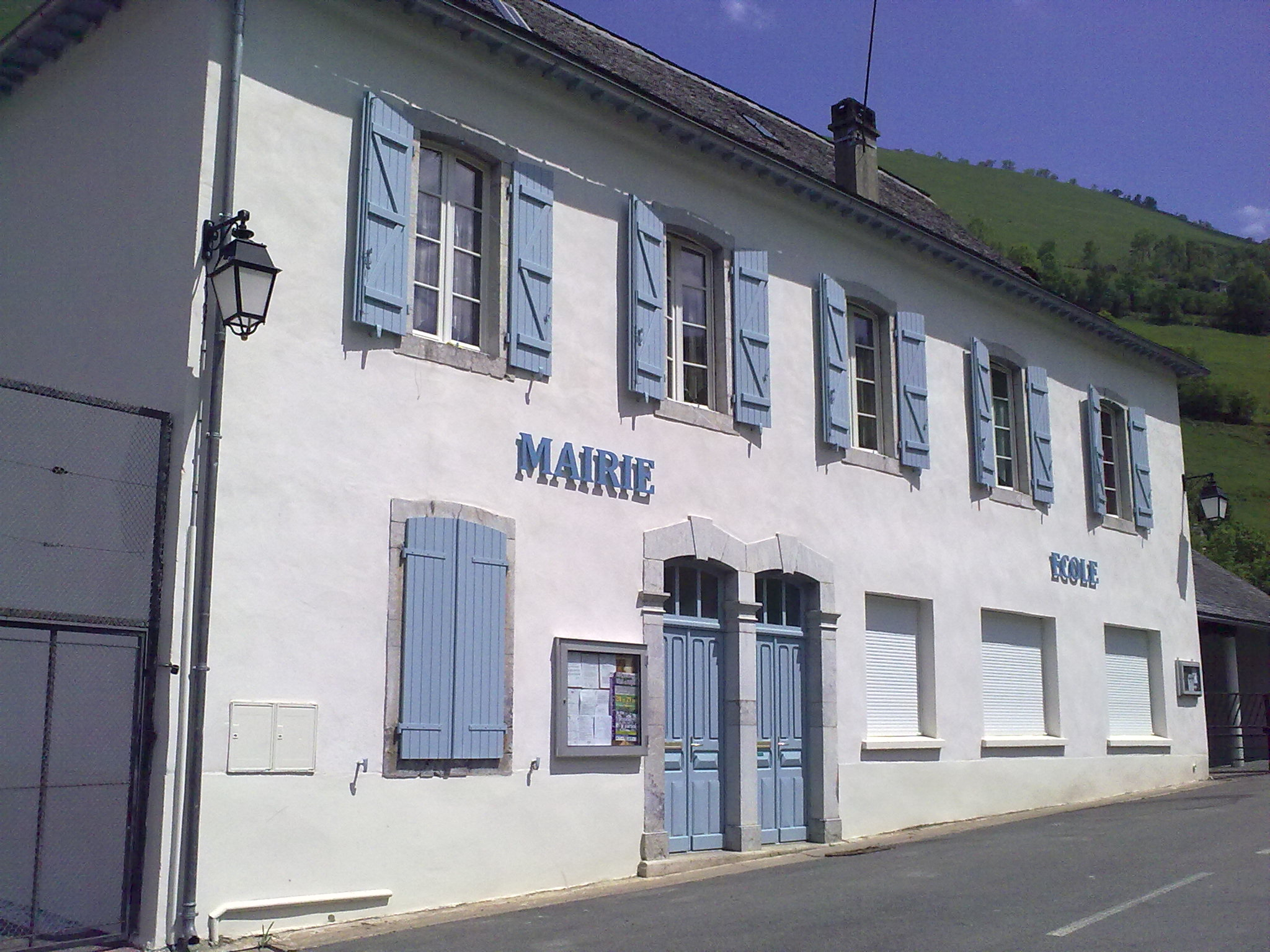
Municipio e scuola
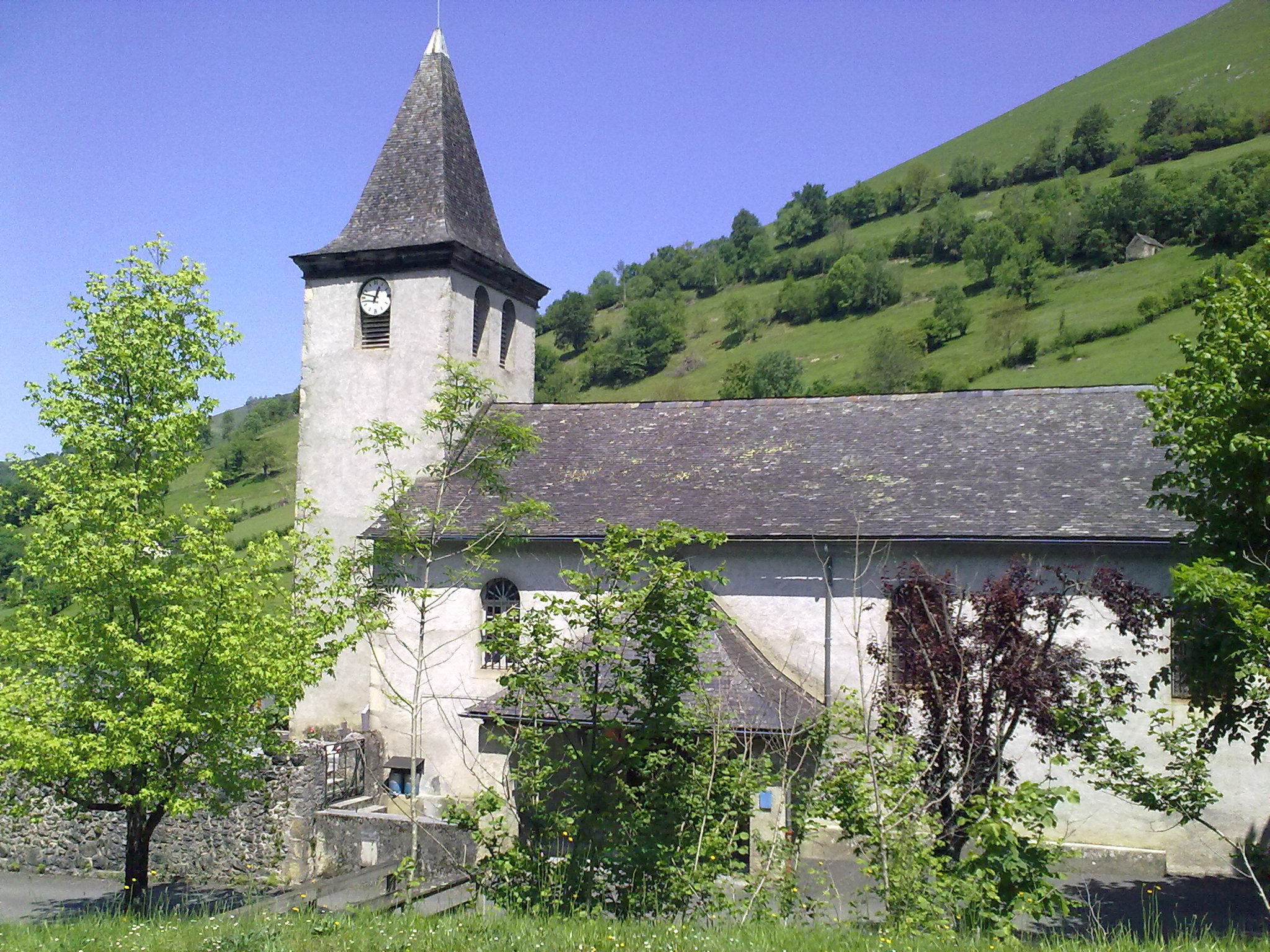
La chiesa parrocchiale
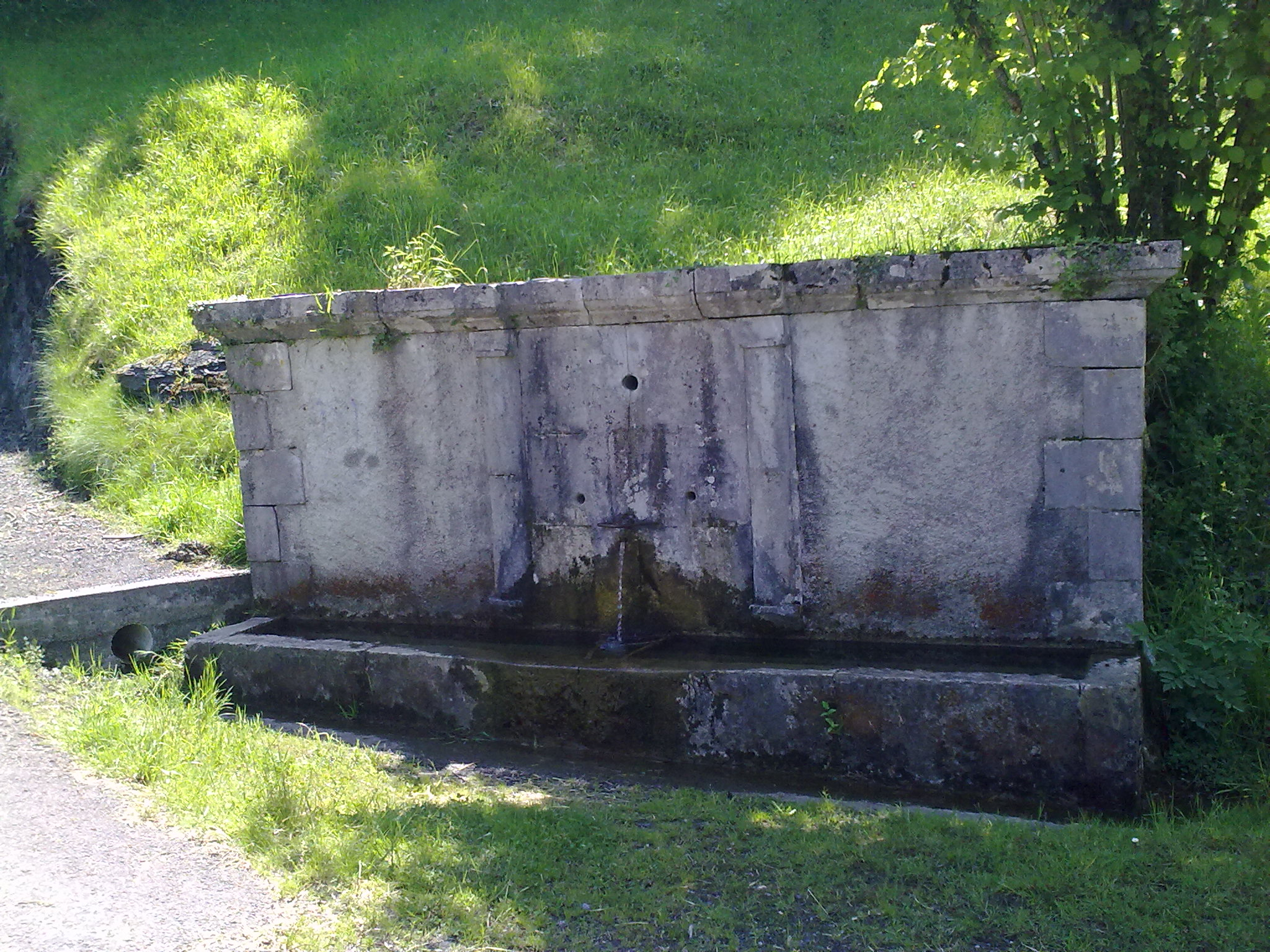
Antica fontana